# 罗伯茨角—边界湾口岸
罗伯茨角—边界湾口岸是一座位于美加边界的口岸，一边是美国华盛顿州罗伯茨角，另一边是加拿大不列颠哥伦比亚省三角洲地方行政区的措瓦森。所有经陆路往来罗伯茨角和美国本土的旅行者均需在该口岸过关，经加拿大进入美国本土（罗伯茨角是美国的飞地）。
该口岸是美国本土48州最西端的口岸。加拿大1914年第一次在该地区建立口岸。1935年时，罗伯茨角美加边界存在两个口岸，一个是“罗伯茨角—边界湾口岸”，另一个位于大约1英里外的Meadow Lane（美国一侧）和67th Street（加拿大一侧）。另一个口岸于1975年由美加双方共同关闭并禁止通行，但原加方口岸建筑目前仍然存在。

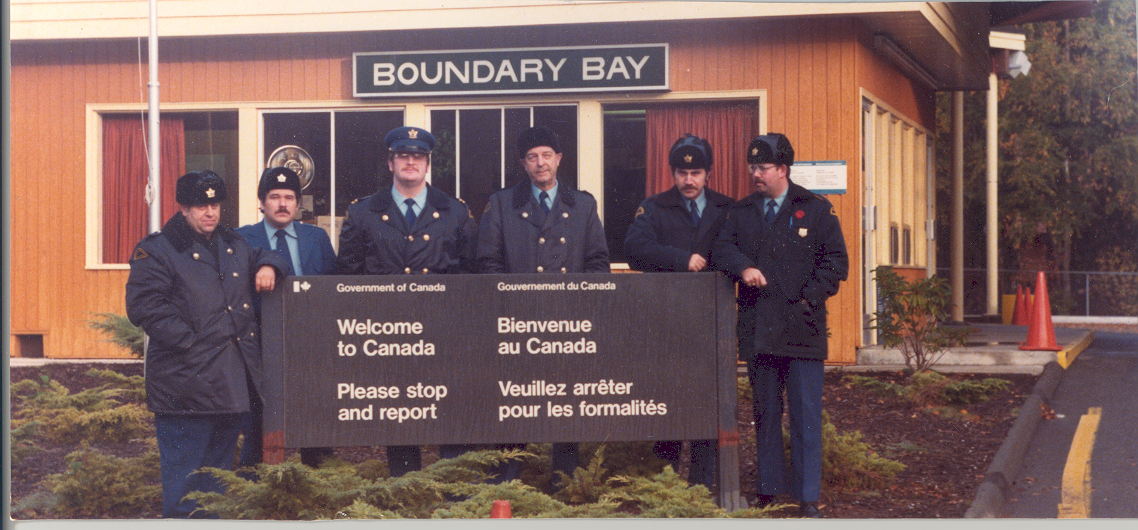
1979年的加方口岸及加方工作人员